# DN1P
DN1P este un drum național de 22 km din județul Bihor, aflat între DN1 (Uileacu de Criș) și DN19E.